# Drummond Cemetery
Le cimetière «Drummond Cemetery, Raillencourt » est l'un des trois cimetières militaires  de la Première Guerre mondiale situés sur le territoire de la commune de Raillencourt-Sainte-Olle, Nord. Les deux autres sont Sainte-Olle British Cemetery et Raillencourt Communal Cemetery Extension.

## Localisation
Ce cimetière est situé au nord de Sainte-Olle, en pleine campagne, chemin des Vignes.

## Historique
Le secteur de Raillencourt-Sainte-Olle a été occupé par les Allemands dès fin août 1914 et est resté loin du front jusque fin septembre 1918 date à laquelle le village a été repris par les troupes canadiennes. Le cimetière Drummond a été créé en octobre 1918 .

## Caractéristiques
Ce cimetière porte le nom du lieutenant J. Drummond, pilote de la RAF tombé le 27 septembre 1918, qui fut le premier à y être inhumé. Le cimetière comporte 88 tombes du Commonwealth de la première guerre mondiale, la plupart tombés les 28 et 29 septembre 1918 et trois tombes de soldats allemands. Le cimetière a été conçu par W.C. von Berg.

## Sépultures
| Pays        | Sépultures |
| ----------- | ---------- |
| Royaume-Uni | 6          |
| Canada      | 82         |
| Allemagne   | 3          |
| Total       | 91         |

### Liens Externes
- « Drummond », sur inmemories.com (consulté le 20 avril 2023)